# قبیله من
قبیله من فیلمی به کارگردانی غلامرضا آزادی محصول سال ۱۳۹۰ است.

## بازیگران
- غلامرضا آزادی
- پیام آزادی
- محمدرضا حبیبی
- مرتضی حسینی
- نازنین احمدی
- اصغر بیچاره
- خسرو احمدی
- الهام طهموری
- آیدا نامجو